# Le Petit Robot perdu
Le Petit Robot perdu (titre original : Little Lost Robot) est une nouvelle de science-fiction d'Isaac Asimov, parue pour la première fois dans Astounding Science Fiction en mars 1947.

## Publications

### Publications aux États-Unis
La nouvelle est publiée pour la première fois dans Astounding Science Fiction en mars 1947.

### Publications en France
La nouvelle paraît en France dans les recueils Nous les robots et Les Robots ; elle paraît aussi dans le recueil Le Grand Livre des robots (quatre éditions).

### Publications dans d'autres pays
La nouvelle a été publiée dans divers pays sous les titres suivants :
• Allemagne : Kleiner verlorener Robot (1952) 
• Espagne : Pequeño robot perdido (1956)  
• Japon : 迷子のロボット (1963) 
• Pays-Bas : Robot Vermist (1964) 
• Hongrie : Az eltűnt robot (1966)  
• Roumanie : S-a pierdut un robot (1967) 
• Italie : Il piccolo robot perduto (1973), Il robot scomparso (2003)

## Résumé
En 2029, dans un laboratoire ultra sécurisé nommé « Hyper-base », la disparition d'un des robots entraîne une certaine panique.
Appelée au secours, la robopsychologue Susan Calvin découvre une situation complètement anormale qu'on lui avait cachée : des robots NS-2 (surnommés « Nestor ») ont reçu une version modifiée des Trois lois de la robotique : la première loi a été volontairement affaiblie de façon que les robots n'interfèrent pas avec le travail des humains en voulant à tout prix les protéger de certaines radiations qui, à moyen et long terme peuvent blesser mais qui sur quelques minutes ou quelques heures sont sans danger.
Ainsi « débridé », l'un d'eux a interprété les paroles de son maître d'une façon bien trop libre. En l'occurrence, le technicien en colère lui a dit d'aller « se perdre » (go get lost ! pouvant être traduit par : va au diable), ce que le robot a exécuté comme un ordre en se cachant dans une cargaison de 62 robots identiques mais n'ayant pas reçu la modification.
Pour les officiers de la station et les chefs de l'US Robots, le retrouver est une question financière : ces robots spéciaux sont trop importants pour qu'on en perde un et il est exclu de détruire 63 robots quasiment neufs alors qu'un seul doit être retrouvé. Pour Susan Calvin, c'est bien plus grave : ce robot devenu presque autonome va se sentir de plus en plus fort face aux humains, et peut-être se libérer de la Première Loi.
Dès lors s'engage un jeu du chat et de la souris entre les humains, qui multiplient les tests piégés, et le robot qui s'affirme en les déjouant et en rendant complice les 62 autres robots. La catastrophe est évitée de justesse : Nestor est finalement confondu grâce à ses connaissances approfondies en physique (que les 62 autres robots n'avaient pas) mais, se voyant découvert, tente de tuer Susan Calvin.

## À l'écran
L'histoire fut adaptée à la télévision par l'Associated British Corporation en 1962, dans la série Out of this World.
Le film I, Robot (2004) y fait référence lorsque le robot rebelle se cache parmi mille de ses pareils.